# Stare Czarnowo
Stare Czarnowo [ˈstarɛ t͡ʂarˈnɔvɔ] (tiếng Đức: Neumark) là một ngôi làng ở hạt Gryfino, West Pomeranian Voivodeship, ở phía tây bắc Ba Lan. Đó là chỗ ngồi của gmina (khu hành chính) được gọi là Gmina Stare Czarnowo. Nó nằm khoảng 21 kilômét (13 mi) phía đông Gryfino và 20 km (12 mi) về phía đông nam của thủ đô khu vực Szczecin.
Trước năm 1945, khu vực này là một phần của Đức. Đối với lịch sử của khu vực, xem Lịch sử của Pomerania.
Ngôi làng có dân số 520 người.

## Những người đáng chú ý
- Ryszard Dawidowicz (sinh năm 1960) một cựu tay đua xe đạp người Ba Lan. Anh thi đấu hai nội dung tại Thế vận hội Mùa hè 1988.